# Nocem Collado
Nocem Collado (Granada) es una fotógrafa, realizadora y directora de documentales española. Conocida por dirigir y realizar el documental  Cartografía de la soledad en 2011 y el largometraje documental La mujer y el agua en 2013 galardonada con diferentes premios nacionales e internacionales.
Como fotógrafa, directora y productora de documentales se ha mostrado comprometida con la realidad y la situación social de las mujeres en cuanto a la discriminación de género en sus diferentes formas, mostrándola mediante su obra.

## Trayectoria
Su trayectoria profesional se ha desarrollado como realizadora de televisión, directora de documentales, fotógrafa y colaboradora en revistas de tirada internacional sobre la brecha de género.
A través de los viajes que realiza y por su interés en las antiguas culturas orientales, ha retratado con su cámara, la sociedad, las costumbres y la cultura de los países, haciendo hincapié en la situación en la que viven las mujeres en cada uno de ellos. En 2008 presentó la exposición Yemen, «La Arabia Feliz» compuesta por un total de 65 fotografías que se integró dentro de la muestra organizada por la Fundación Tres Culturas Viajeros del mar.
A la vez que realizadora y directora, es también la productora de sus documentales. Un trabajo que realiza en solitario y que le permite integrarse en el entorno y mantener un contacto directo y cercano con las mujeres protagonistas de sus grabaciones.
Entre los documentales que ha rodado se encuentra Cartografía de la soledad (2011), primera producción documental,  enfocado en la situación de las mujeres viudas en India, Nepal y Afganistán por el cual fue nominada a los premios ASECAN del cine de Andalucía. Recibió el Premio Meridiana de las Artes en 2013 otorgado por el Instituto Andaluz de la Mujer, dependiente de la Consejería de la Presidencia e Igualdad. En 2013 dirigió el documental La mujer y el agua, un largometraje sobre los derechos de la mujer que narra en cuatro capítulos la vida de cuatro mujeres en una semblanza entre los ciclos de la vida y los ciclos del agua en relación con problemáticas como la falta de acceso a los recursos, el cambio climático y la igualdad de género. Para el rodaje de la película obtuvo una beca de investigación de Casa Asia que desarrolló en la India para realizar un estudio de la relación entre la mujer y el agua que duró dos años y contó con el apoyo de Sunita Narain y Bina Agarwal directora del Instituto de Crecimiento Económico y también profesora de la Universidad de Nueva Delhi y de la Universidad de Harvard. El largometraje La mujer y el agua ha sido premiado como mejor documental en diferentes festivales nacionales e internacionales.
En 2018 presentó, junto a Mauro Rendón, el cortometraje Cuentos de Camerún grabado durante un viaje a Camerún organizado por Manos Unidas. Participó en una mesa de diálogo sobre la importancia del cine como herramienta comunicativa, y el valor del lenguaje audiovisual como instrumento para comunicar historias de forma eficaz. Fue jurado de los premios del Festival de Clipmetrajes, uno de los proyectos de desarrollo de Manos Unidas en el país africano. Cuentos de Camerún, está basado en las historias y mitos tradicionales sobre espíritus cameruneses de tradición oral.

## Premios y reconocimientos
- Cartografía de la soledad (2011):
  - Festival de Cine Invisible de Bilbao, Premio Equidad de Género (2011)[3]
  - Radar Hamburg International Independent Film Festival, premio al Mejor Documental (2011).[3]
  - Festival de Cine de Cambridge, reconocido en el Top Ten (2011).[3]
  - Premios ASECAN del Cine Andaluz, nominación al mejor documental (2012).[2]
  - Premio Meridiana de las Artes, Instituto Andaluz de la Mujer (2013)
- La mujer y el agua (2013)
  - Festival de cine Internacional Naturman 2013, premio al Mejor tratamiento de la Naturaleza y el Hombre.[3]
  - NOVMA Film Festival, Premio al Mejor Largometraje Documental. (2013).[3]
  - Ekotopfilm International Film Festival (IFF), Premio del Jurado al Mejor Documental (2013).[3]
  - Festival Internacional de Cine Ecozine, Premio al Mejor Documental Nacional. (2014). [13]
  - Premio Green Film Network Award (2015). [2]
  - Festival de Málaga, Biznaga de Plata apartado Afirmando los Derechos de la Mujer (2014).[3]
  - Festival de Cine Social de Concordia, Premio a la Mejor Película (2014).[3]
  - XIV Festival Internacional de Documental Etnográfico de Sobrarbe (Huesca), Premio Espiello al mejor documental (2016).[17][18]
  - Finalista al mejor largometraje en los Premios Luna en Islantilla.[19]

## Obra

### Documentales y cortometrajes
- Cuentos de Camerún (cortometraje, 2018).[15][20]
- Sobre ruedas (2011, documental dirigido por Oscar Clemente). Fotografía de Nocem Collado, Iván Caso, Eduardo Montero, Manutrillo y Alfonso Sanz.[21]
- Cartografía de la soledad (2011). Dirección, fotografía y producción de Nocem Collado. [2]
- La mujer y el agua (2013).[2]Dirección, fotografía y producción Nocem Collado.

### Exposiciones fotográficas
- Mujeres en La Ruta de la Seda.[22]
- Miradas del Islam.[23]
- Yemen, La Arabia Feliz.[22]

### Publicaciones
- Yemen, la Arabia Feliz. Libro de fotografías , Sevilla, Fundación Tres Culturas, 2008, 88 págs. ISBN 978-84-936-2824-6.